# وليامز ألاركون
وليامز ألاركون (بالإسبانية: Williams Alarcón)‏ هو لاعب كرة قدم تشيلي في مركز الوسط، ولد في 29 نوفمبر 2000 في كونشالي في تشيلي. لعب مع كولو-كولو.

## وصلات خارجية
- وليامز ألاركون على موقع قاعدة بيانات كرة القدم.إي يو (الإنجليزية)
- وليامز ألاركون على موقع ناشيونال فوتبول تيمز (الإنجليزية)
- وليامز ألاركون على موقع Soccerway.com (الإنجليزية)
- وليامز ألاركون على موقع عالم كرة القدم.نت (الإنجليزية)